# Kamienica przy ulicy Kiełbaśniczej 2 we Wrocławiu
Kamienica przy ulicy Kiełbaśniczej 2 – kamienica o średniowiecznym rodowodzie znajdujące się przy ul. Kiełbaśniczej we Wrocławiu.

## Historia kamienicy
W XIV wieku na działce znajdował się płytki trójdzielny, murowany budynek kalenicowy. Na parterze, w jego osi, znajdowała się wąska sień przejazdowa prłniąca jedynie funkcje komunikacyjne: łączyła tylny dziedziniec z ulicą. Do końca XV wieku był to budynek jednopiętrowy z wejściem na wyższą kondygnacje od strony podwórza, gdzie umieszczone były drewniane schody. 
W 1875 roku fasadzie czterokondygnacyjnej kamienicy nadano nowy skromny ośmioosiowy neorenesansowy charakter. Część parterowa jest boniowana a w osi elewacji znajduje się sień przejazdowa będąca pasażem łączącym Kamienica Pod Siedmioma Elektorami stojącą przy wrocławskim Rynku. Drugą a trzecią kondygnację oddziela wydatny gzyms.        

## Po 1945 roku
Budynki zostały wyremontowane w 2000 roku. Pod adresem Kiełbaśnicza 2 znajduje się hotel "Dwór Polski".